# 마스야마 에이코
마스야마 에이코(일본어: 増山 江威子 ますやま えいこ[*], 1936년 4월 22일 ~ 2024년 5월 20일)는 일본의 여자 성우이다. 도쿄 출생. 본명은 마사다 토모코. 아오니 프로덕션 소속.

## 주요 출연작
- 퍼맨 - 호시노 스미레(2기 이후)
- 루팡 3세 - 미네 후지코(1977~2011)
- SF 서유기 스타징가 - 키티 박사
- 오바케의 Q타로 - U코
- 괴물군 - 카이코짱
- 천재 바카본 - 바카본 마마(1기~4기)
- 큐티하니 - 키사라기 하니(오리지널, Re 드라마 CD)
- 린다 큐브 - 앤 버닝
- 감바의 모험(1975) - 시오지
- 아라비안 나이트 신밧드의 모험 - 스가루
- 캡틴 퓨쳐 - 조안 랜달
- 메이플 타운 이야기 - 힐다,패티의 엄마(크리스틴 호프래빗)(42화~45화)
- 극장판 미소녀 전사 세일러 문 S - 프린세스 스노우 카구야
- 명탐정 코난 - 후사에 캠벨
- X 봄버 - 블러디 메리
- 천년여왕 - 영구 관리인(극장판)
- 과연 사루토비 - 사루토비 카스미